# Toto Koopman
Catharina Johanna Maria "Toto" Koopman (Salatiga, 28 oktober 1908 – Londen, 27 augustus 1991) was een model, maîtresse, spionne en galeriehoudster van Nederlands-Javaanse afkomst. Zij leefde in het midden van de twintigste eeuw een bewogen leven.
In 1908 geboren in Java als de dochter van een Nederlands cavalerieofficier en een half Nederlands-half Javaanse moeder, groeide zij op in een milieu van Indische Nederlanders. Haar broer was de tennisser Ody Koopman (1902-1949). In de jaren dertig leefde zij in Parijs, waar zij onder ander werkte voor Coco Chanel. Vanaf 1933 leefde zij in Londen, waar zij onder andere de maîtresse was van Lord Beaverbrook, diens zoon Max Aitken en Randolph Churchill.
In de Tweede Wereldoorlog was zij actief in Italië, waar zij bij het verzet betrokken raakte. Het laatste jaar van de Tweede Wereldoorlog bracht zij door in het vrouwenconcentratiekamp Ravensbrück. Na dit ternauwernood overleefd te hebben werd zij in 1945 door Randolph Churchill teruggehaald naar Londen.
Na 1945 leefde zij de rest van haar leven in een lesbische relatie met de Duitse galeriehoudster Erica Brausen, die zij in Noord-Italië had ontmoet. Deze introduceerde in haar galerie onder ander de nu iconische Britse kunstenaar Francis Bacon. Mede door de contacten van Koopman had deze galerie veel clièntele in de allerhoogste Londense kringen.

## Biografie
- Liaut, Jean-Noel (2013). De Javaanse : het turbulente leven van Toto Koopman : een biografie / vert. Ed van Eeden; nawoord Victor Laurentius. Uitgeverij Ad. Donker, Rotterdam. 191 p., 8 p.pl. ISBN 978-90-6100-678-7. Oorspr. uitg.: La Javanaise. Laffont, Paris, 2011. ISBN 978-2-221-11554-1.